# Luca Ivanković
Luca Ivanković (26 de setembro de 1987) é uma basquetebolista profissional croata.

## Carreira
Luca Ivanković integrou a Seleção Croata de Basquetebol Feminino, em Londres 2012, que terminou na décima colocação.